# IPadOS 13
iPadOS 13 — перший основний випуск мобільної операційної системи iPadOS, що розроблена Apple Inc. для лінійки планшетних комп'ютерів iPad. Операційна система стала наступницею iOS 12 на цих пристроях; вона була представлена 3 червня 2019 року на Worldwide Developers Conference 2019 (WWDC), як похідна від iOS, з більшим акцентом на багатозадачності та функції, орієнтовані для планшета. Вона була випущена 24 вересня 2019 року. Її наступницею стала iPadOS 14, випущена 16 вересня 2020 року.

## Історія
Перший iPad був випущений у 2010 році і працював на базі iPhone OS 3.2, у якій зʼявилася підтримка більшого пристрою операційною системою, яка раніше використовувалася лише на iPhone та iPod Touch. Ця спільна операційна система була перейменована на «iOS» з випуском iOS 4.
Операційна система спочатку мала приблизний паритет функцій на iPhone, iPod Touch та iPad, із змінами в інтерфейсі користувача залежно від розміру екрана та незначними відмінностями у виборі програм. Однак з часом варіант iOS для iPad включив зростаючий набір відмінних функцій, таких як картинка в картинці, можливість одночасного відображення кількох запущених додатків (обидві функції зʼявилися в iOS 9 у 2015 році), перетягування, і Dock-рядок, який більше нагадував Dock-рядок в macOS, ніж на iPhone (доданий в iOS 11 у 2017 році). Стандартні програми iPad все частіше розроблялися для підтримки додаткового використання клавіатури.
Щоб підкреслити різний набір функцій, доступних на iPad, і повідомити про свій намір розвивати платформи в різних напрямках, на WWDC 2019 Apple оголосила, що варіант iOS, який працює на iPad, буде перейменований на «iPadOS». Нова стратегія іменування почалася з iPadOS 13.1 у 2019 році.

## Оновлення
Випуски iPadOS 13 починалися з версії 13.1, версія 13.0 ніколи не була публічно випущена, хоча бета-тестування iPadOS 13 почалося з версії 13.0.
| Версія | Збірка | Дата випуску      | Примітки | Виноски |
| ------ | ------ | ----------------- | -------- | --- |
| 13.1   | 17A844 | 24 вересня 2019   | [ 9 ]    | Початковий випуск для iPad (7‑го покоління)                                                                                          |
| 13.1.1 | 17A854 | 27 вересня 2019   | [ 10 ]   | |
| 13.1.2 | 17A860 | 30 вересня 2019   | [ 11 ]   | |
| 13.1.3 | 17A878 | 15 жовтня 2019    | [ 12 ]   | |
| 13.2   | 17B84  | 28 жовтня 2019    | [ 13 ]   | |
| 13.2.2 | 17B102 | 7 листопада 2019  | [ 14 ]   | |
| 13.2.3 | 17B111 | 18 листопада 2019 | [ 15 ]   | |
| 13.3   | 17C54  | 10 грудня 2019    | [ 16 ]   | |
| 13.3.1 | 17D50  | 28 січня 2020     | [ 17 ]   | |
| 13.4   | 17E255 | 24 березня 2020   | [ 18 ]   | Додано повну підтримку мишей і трекпадів, які раніше були лише функцією доступності. Початковий випуск для iPad Pro (4-го покоління) |
| 13.4.1 | 17E262 | 7 квітня 2020     | [ 19 ]   | |
| 13.5   | 17F75  | 20 травня 2020    | [ 20 ]   | |
| 13.5.1 | 17F80  | 1 червня 2020     | [ 21 ]   | |
| 13.6   | 17G68  | 15 липня 2020     | [ 22 ]   | |
| 13.6.1 | 17G80  | 12 серпня 2020    | [ 23 ]   | |
| 13.7   | 17H35  | 1 вересня 2020    | [ 24 ]   | Виправлення помилок |

Легенда:   Минулі   Поточна   Бета

## Особливості

### Головний екран
На відміну від попередніх версій iOS, сітка іконок відображає до п'яти рядків і шести стовпців програм (30), незалежно від того, у книжковій чи альбомній орієнтації пристрій. Першу сторінку головного екрана можна налаштувати для відображення колонки віджетів із програм для легкого доступу. Пошук Spotlight більше не є частиною віджетів, але доступ до нього все ще можна отримати, провівши вниз від центру головного екрана або натиснувши Command + Space на підключеній клавіатурі.

### Багатозадачність
iPadOS має багатозадачну систему, розроблену з більшими можливостями в порівнянні з iOS, з такими функціями, як Slide Over і Split View, які дозволяють використовувати кілька різних програм одночасно. Якщо двічі клацнути кнопку «Додому» або провести пальцем вгору від нижньої частини екрана та призупинити, відобразяться всі активні місця. У кожному місці може бути один додаток або розділений перегляд із двома додатками. Користувач також може проводити пальцем ліворуч або праворуч по індикатору Home, щоб у будь-який момент переходити між місцями, або проводити ліворуч/праворуч чотирма пальцями.
Під час використання програми, злегка провівши пальцем вгору від нижнього краю екрана, можна викликати Dock-рядок, де збережені в ній програми можна перетягувати в різні області поточного простору, щоб відкрити їх у режимі Split View або Slide Over. Перетягування програми до лівого або правого краю екрана створить розділений перегляд, який дозволить використовувати обидві програми поруч. Розмір двох програм у розділеному перегляді можна налаштувати, перетягнувши іконку у формі таблетки в центрі вертикального роздільника і перетягнувши роздільник повністю в одну сторону екрана, щоб закрити відповідну програму. Якщо користувач перетягне програму з Dock-рядка на поточну програму, він створить плаваюче вікно під назвою Slide Over, яке можна перетягнути в ліву або праву частину екрана. Вікно Slide Over можна приховати, провівши його з правого боку екрана, а переміщення ліворуч від правого краю екрана відновить його. Між програмами у режимі Slide Over також можна перемикатися, проводячи ліворуч або праворуч по індикатору Home у вікні Slide Over, а потягнувши його вгору, відкриється перемикач програм для вікон Slide Over. Піктограма у формі таблетки у верхній частині програм у режимі Split View або Slide Over дає змогу перемикати їх у режим Split View та Slide Over.
Тепер користувач може одночасно відкривати кілька екземплярів однієї програми. Додано новий режим, схожий на Mission Control в macOS, який дозволяє користувачеві бачити всі екземпляри програми.
У багатьох програмах, помітним винятком є YouTube, відео можна згорнути у вікно «картинка в картинці», щоб користувач міг продовжувати переглядати його під час використання інших програм. Розмір цього вікна, що містить відео, можна змінити, стиснувши та розгорнувши, і його можна прикріпити до будь-якого з чотирьох кутів екрана. Його також можна приховати, провівши його збоку екрана, і позначається стрілкою на краю, де приховано відео, і, якщо провести пальцем, воно повернеться на екран.

### Safari
Safari на iPadOS тепер показує настільні версії вебсайтів за замовчуванням, включає менеджер завантажень і має 30 нових комбінацій клавіш, якщо підключена зовнішня клавіатура.

### Sidecar
Sidecar (укр. Мотоцикл з коляскою) дозволяє iPad функціонувати як другий монітор для macOS; англійською мовою функція назвиється мотоцикл з коляскою. Під час використання Sidecar Apple Pencil можна використовувати для емуляції графічного планшета для таких програм, як Photoshop. Ця функція підтримується лише на iPad, сумісних з Apple Pencil.

### Сховище
На додаток до доступу до локального сховища для загального використання, iPadOS дозволяє підключати до iPad зовнішні накопичувачі, такі як USB-флеш-накопичувачі, портативні жорсткі диски та твердотільні накопичувачі, за допомогою програми Файли. iPad Pro (3-го покоління) підключається через USB-C, а комплект для підключення камери Lightning можна використовувати з попередніми поколіннями iPad.

### Підтримка миші та трекпада
Підтримка мишей і трекпадів була доступна з моменту першого загальнодоступного випуску, хоча лише як функція доступності. Повна підтримка зʼявилася у версії iPadOS 13.4, яка включала мультитач-жести для трекпадів і дозволяла програмам сторонніх розробників реалізовувати нові функції, що підтримують миші та трекпади.

## Підтримувані пристрої
iPadOS 13 підтримує iPad з чипом Apple A8 чи A8X або новішої версії, припиняючи підтримку пристроїв з чипом A7, зокрема iPad Air першого покоління та iPad Mini 2 і iPad Mini 3. Пристрої, які підтримують iPadOS 13, включають:
- iPad Air 2
- iPad Air (3-го покоління)
- iPad (5‑го покоління)
- iPad (6‑го покоління)
- iPad (7‑го покоління)
- iPad Mini 4
- iPad Mini (5-го покоління)
- Всі моелі iPad Pro

Оновлення до iPadOS 13 автоматично пропонується для підтримуваних пристроїв.